# 野田一雄
野田 一雄（のだ かずお、1908年6月30日 - 1995年3月31日）は、日本の競泳選手。400m・800m・1500m自由形元日本記録保持者。

## 経歴
静岡県浜松市出身。静岡県立浜松商業学校（現・静岡県立浜松商業高等学校）卒業後、慶應義塾大学に進学。
1924年、浜商在学中にパリオリンピック代表に選出され、400m自由形・1500m自由形に出場。また、男子4×200mリレーにおいて小野田一雄、高石勝男、宮畑虎彦とともに4位の成績を修めた。
1925年、第7回極東選手権競技大会に出場。400ヤード第3位。
1926年、第5回全国学生水上競技大会に出場。100m・800m自由形優勝。
1928年アムステルダムオリンピックで水泳主将を務め、男子4×200mリレーの予選のみ出場した。なお、この時4×200mリレーで日本チームは決勝に進出し、銀メダルを獲得している。
1929年、第8回全国学生水上競技大会に出場。
1932年、ロサンゼルスオリンピックに監督補助として選手団に同行した。
晩年は日本水泳連盟の顧問を務めた。
1995年（平成7年）3月31日に逝去した。享年86。

## 関連作品
- いだてん〜東京オリムピック噺〜（2019年、NHK総合テレビジョン） - 演：三浦貴大